# Philippe Aubert
Philippe Aubert (ur. 4 września 1943) – szwajcarski judoka. Olimpijczyk z Monachium 1972, gdzie zajął trzynaste miejsce w wadze średniej.
Uczestnik mistrzostw świata w 1971 i 1973 roku. Uczestnik turniejów międzynarodowych.

## Letnie Igrzyska Olimpijskie 1972
| Konkurencja | Eliminacje         | Eliminacje          | Eliminacje           | Klas. końcowa |
| Konkurencja | Przeciwnik I       | Przeciwnik II       | Przeciwnik III       | Miejsce       |
| ----------- | ------------------ | ------------------- | -------------------- | ------------- |
| 80 kg       | Wadih Gosn (LIB) Z | Isaac Azcuy (CUB) Z | Lutz Lischka (AUT) P | 13.           |